# Jean-Paul Colonval
Jean-Paul Colonval (Tirlemont, 2 de febrero de 1940-7 de marzo de 2024) fue un futbolista y entrenador de fútbol belga que jugó en la posición de delantero centro. Jugó en Primera División con el Tilleur FC, el Daring Club de Bruselas y el Standard Liège y se convirtió en el máximo goleador belga en 1965. En total disputó 114 partidos en Primera División y marcó 64 goles. Después de su carrera como jugador, Colonval trabajó durante un tiempo como entrenador de fútbol y reportero de partidos de fútbol en el canal de pago Canal+ .

## Carrera

### Como jugador
Colonval era un jugador juvenil del Royal White Star AC, el equipo de fútbol de Sint-Pieters-Woluwe, donde sus padres vinieron a vivir después de la Segunda Guerra Mundial. En noviembre de 1958, Colonval debutó en el primer equipo que en ese momento jugaba en la Segunda División. Colonval jugó 6 partidos más en el primer equipo esa temporada. A partir de la temporada siguiente se convirtió en un fijo del equipo. En 1963 White Star se fusionó con Racing Bruselas; el equipo de fusión pasó a denominarse Royal Racing White. En la primera temporada que Colonval jugó con el nuevo equipo de fusión, tuvo pocas oportunidades de juego y solo jugó 13 partidos.
Finalizada la temporada, Colonval recibió una oferta del Tilleur FC, que recientemente había ascendido a Primera División. Inicialmente Colonval estaba en el banquillo, pero a partir del octavo partido se le permitió jugar. En su primer partido en Tilleur, Colonval marcó dos goles y en su segundo partido contra el K. Lierse SK, Colonval marcó los cuatro goles. Se había asegurado un puesto titular fijo y a pesar de los siete partidos perdidos, Colonval se convirtió en el máximo goleador de Primera División con 25 goles. Tilleur terminó en cuarto lugar esa temporada. La temporada siguiente, Colonval estuvo mucho tiempo lesionado, por lo que solo marcó 9 goles.
Tilleur atravesaba dificultades económicas y tuvo que vender a sus mejores jugadores. Colonval se marchó en 1966 al entonces club de Primera División Daring Club Bruselas. En su primera temporada en el club, Colonval marcó 12 goles y finalizó en el octavo lugar. Colonval fue seleccionado para la selección nacional B y jugó contra Luxemburgo. Colonval anotó dos goles en este partido. Seguiría siendo su única selección para una selección nacional de fútbol.
En 1967, Colonval se trasladó al Standard de Lieja, que acababa de ganar la Copa de Bélgica. En la primera temporada, Colonval logró asegurarse un lugar permanente en el equipo y el equipo terminó tercero en la clasificación final. En la Recopa de Europa 1967/68, el Standard alcanzó los cuartos de final, donde perdió ante el AC Milan. En esta campaña europea, Colonval había marcado un gol. El Standard atrajo a mitad de temporada al joven Erwin Kostedde, quien poco a poco desplazaría a Colonval de un puesto titular. En 1969 Colonval abandonó el club. Allí jugó 47 partidos y marcó 20 goles en todas las competiciones.
Colonval se marchó junto a Jean Nicolay al Daring Club Bruselas, que acababa de descender a Segunda División. El equipo cambió su nombre a Daring Molenbeek y quiso regresar inmediatamente a la máxima división reclutando a varios exjugadores de la Primera División. Sin embargo, esto no funcionó, pero el equipo llegó a la final de la Copa de Bélgica, donde perdió por 6-1 ante el Club Brujas. La temporada siguiente el Daring acabó en mitad de Segunda División.

## Como formador
En 1971, Colonval se convirtió en jugador-entrenador del Racing Jet Bruselas , que acababa de descender a Cuarta División , y permaneció allí durante cuatro temporadas. Después de su primera temporada, Racing Jet pudo ascender nuevamente a Tercera Clase, donde siempre terminó en el cuadro medio.
Colonval se convirtió en entrenador de fútbol del Sporting Charleroi en 1975, que acababa de ascender a Primera División. A pesar de que el club había logrado mantenerse en Primera División, Colonval no recibió una prórroga de contrato al final de la temporada. Entre 1979 y 1982, Colonval volvió a ser entrenador en el Racing Jet Bruselas y consiguió el ascenso a Segunda División con el equipo en 1980. En 1981, el equipo dirigido por Colonval llegó a la última ronda para el ascenso a Segunda División. En 1982 el equipo descendió a Tercera División y Colonval abandonó el club.
Después de una breve aventura en Islandia en Víkingur Reykjavík, Colonval regresó por tercera vez al Racing Jet en 1984, que desde entonces había ascendido dos veces y jugaba en Primera División. Reemplazó al técnico despedido Johan Vermeersch , pero no pudo salvar al club del descenso.
Después de su carrera como entrenador 
En 1986, Colonval tomó un camino diferente y fundó un programa de estudios "deportivos" en una escuela secundaria de la provincia de Hainaut. En 2002 fundó un programa de estudios deportivos en una segunda escuela.
Colonval se convirtió en 1989 en comentarista de fútbol en el canal de pago Canal+. Después de comentar 375 partidos durante 16 años, dejó de hacerlo en 2005. Se convirtió en director técnico del RAEC Mons , que descendió a Segunda División. Colonval fue el encargado de montar una estructura para lograr un rápido ascenso a Primera División. Bergen ascendió inmediatamente a Primera División. En diciembre de 2007, Colonval dejó Bergen para convertirse en asesor técnico del presidente Johan Vermeersch en el FC Bruselas .

## Muerte
Colonval falleció el 7 de marzo de 2024 a la edad de 84 años. [2]

## Carrera

### Jugador
| Periodo   | Club                     |
| --------- | ------------------------ |
| 1959–1963 | White Star Brussels      |
| 1963–1964 | Royal Racing White       |
| 1964–1966 | Tilleur FC               |
| 1966–1967 | Daring Club de Bruxelles |
| 1967–1969 | Standard Liège           |
| 1969–1971 | Daring Club Molenbeek    |

### Entrenador
| Periodo   | Club                    |
| --------- | ----------------------- |
| 1971–1975 | Racing Jet de Bruxelles |
| 1975–1976 | Royal Charleroi SC      |
| 1979–1982 | Racing Jet de Bruxelles |
| 1983      | Víkingur                |
| 1984–1985 | Racing Jet de Bruxelles |

## Logros

### Club
- Belgian First Division: 1968–69[6]

### Individual
- Goleador de la Primera División de Bélgica: 1964–65 (25 goles)[7]
- Goleador de la Segunda División de Bélgica: 1969-70 (19 goles)[8]